# 예루살렘 총대주교 테오필로스 3세
테오필로스 3세(그리스어: Η Α. Μακαριότης ο Πατριάρχης Ιεροσολύμων Θεόφιλος Γ', 1952년 4월 4일 - )는 예루살렘 정교회의 제141대 총대주교이다. 그의 공식 직함은 ‘거룩한 도시 예루살렘과 전 팔레스타인의 총대주교’이다.
테오필로스는 2005년 8월 22일 예루살렘 주교회의에서 예루살렘 정교회의 총대주교로 선출되었으며, 콘스탄티노폴리스 주교회의의 승인을 받았다. 2005년 9월 24일 테오필로스는 총대주교 선출에 따른 승인이 요구되는 3개국 중 하나인 요르단으로부터 승인을 받았다. 결국 이스라엘의 반대에도 불구하고 테오필로스는 2005년 11월 22일 공식 착좌하였다. 테오필로스는 이전에 이스라엘 정부에게 자신의 선출을 승인해달라고 청원한 적이 있었다.
테오필로스는 자리에서 물러난 이레나이오스 1세의 후임자로서 예루살렘 주교회의에서 만장일치로 선출되었다. 테오필로스는 전임자였던 이레나이오스에게 호의적이었으며, 이 점 때문에 이레나이오스의 지지자들이 예루살렘 주교회의와 화해하고 예루살렘 정교회의 평화와 안정이 찾아오게 되었다. 선출될 당시 테오필로스는 “지난 몇 달간 우리는 많은 문제를 가지고 있었지만, 하느님의 도우심으로 이를 극복할 것입니다.”라고 말하였다.
테오필로스는 총대주교로 선출되기 이전에 타보르 산의 대주교였었다.

## 약력
테오필로스는 1952년 그리스 펠로폰네소스 메시니아에서 태어났다. 그의 본명은 일라스 기아노풀로스이다. 1964년 일라스는 예루살렘으로 이민을 갔다.
그는 예루살렘 총대주교 베네딕토스 밑에서 대보제로 봉사하였다. 1991년부터 1996년까지 그는 갈릴래아 카나에서 사제로서 사목 활동을 하였다. 카나는 전통적으로 아랍인 기독교 공동체가 강한 곳인데, 그곳에서 그는 ‘그리스도의 빛(Nour al Masih)’이라는 모임을 조직하여 정교회 신앙을 널리 퍼뜨리는데 앞장섰다.
일라스는 아테네 대학교에서 신학을 공부하고 석사학위를 받았다. 이후 예루살렘의 히브리 대학교에서 수학하였다. 그리하여 그리스어뿐만 아니라 영어와 아랍어, 히브리어를 능통하게 잘할 수 있게 되었다.
1996년 그는 수세기 만에 처음으로 폐쇄된 카타르의 와하비 이슬람 사회를 개방시킨 기독교 성직자가 되었다. 이 지역은 역사적으로 정교회의 관할권에 속한 곳으로 지금은 많은 수의 이스라엘 국적의 아랍 이민 노동자들이 살고 있으며, 이들 중의 상당수가 정교회 신앙을 지닌 그리스도인들이다. 이후 그는 거룩한 무덤 성당의 총주교 대리로 봉직하였다.
2005년 이레나이오스에 의해 주교 서품을 받았으며, 총대주교로 선출되기 전에 잠시 타보르 산의 대주교를 지냈다.
테오필로스는 2005년 11월 22일 예루살렘과 이스라엘의 총대주교로 공식 착좌하였다. 그의 착좌식에는 각국 정교회에서 온 사절단뿐만 아니라 외교관들과 고위급 군인들과 그리스 대통령, 팔레스타인 자치정부와 요르단, 카타르의 대표단도 참석하였다.